# Laura Abalo
María Laura Ábalo (14 de agosto de 1981) es una  exdeportista argentina que se destacaba en la especialidad de remo. Fue campeona en los Juegos Panamericanos de 2011 y en los Juegos Suramericanos de 2010. Laura pertenece al Club San Fernando.

## Trayectoria
La trayectoria deportiva de Laura se identifica por su participación en los siguientes eventos internacionales:

### Juegos Panamericanos
- , Medalla de oro: Cuatro pares de remos cortos
- , Medalla de oro: Dos remos largos sin timonel
- , Medalla de bronce: Cuatro pares de remos cortos
- , Medalla de bronce: Cuatro pares de remos cortos

### Juegos Suramericanos
Fue reconocido su triunfo de ser la sexta deportista con el mayor número de medallas de la selección de Argentina en los juegos de Medellín 2010.

#### Juegos Suramericanos de Medellín 2010
Su desempeño en la novena edición de los juegos, se identificó por ser la sexagésima quinta deportista con el mayor número de medallas entre todos los participantes del evento, con un total de 3 medallas:

- , Medalla de oro: Remo Par Mujeres
- , Medalla de oro: Remo Cuádruple Mujeres
- , Medalla de plata: Remo Doble Mujeres